# Песколанчано
Песколанча́но (итал. Pescolanciano) — коммуна в Италии, располагается в регионе Молизе, в провинции Изерния.
Население составляет 1001 человек (2008 г.), плотность населения составляет 30 чел./км². Занимает площадь 33 км². Почтовый индекс — 86097. Телефонный код — 0865.
Покровителем коммуны почитается святая Анна, празднование 26 июля.

## Демография
Динамика населения: